# イドリッサ・トゥーレ
イドリッサ・トゥーレ（Idrissa Touré, 1998年4月29日 - ）は、ドイツ・ベルリン出身のサッカー選手。セリエB・ACピサ1909所属。ポジションはミッドフィールダー。

## 経歴
RBライプツィヒの下部組織出身で、ドイツのクラブを渡り歩くもセカンドチームでのプレーが中心でトップチームには定着できなかった。2018年にはユヴェントスFCのリザーブチームへレンタル移籍し、翌年完全移籍した。公式戦で34試合に出場し、チーム初タイトルとなるコッパ・イタリア・セリエCの獲得に貢献した。
2020年9月3日、SBVフィテッセへのレンタル移籍が発表された。
2021年7月15日、ACピサ1909へ完全移籍した。

## 代表歴
世代別のドイツ代表としてプレーしている。U-19欧州選手権の予選メンバーにも選出されていたが、2016年10月8日にチームが宿泊していたホテルで水タバコが原因で火事を起こし、チームから追放された。

## タイトル
U-23ユヴェントスFC
- コッパ・イタリア・セリエC  : 2019-20